# Comuna Anîsiv, Cernihiv
Anîsiv (în ucraineană Анисів) este o comună în raionul Cernihiv, regiunea Cernihiv, Ucraina, formată din satele Anîsiv (reședința) și Lukașivka.

## Demografie
Componența lingvistică a comunei Anîsiv
     Ucraineană (97,12%)
     Rusă (2,25%)
     Alte limbi (0,63%)
Conform recensământului din 2001, majoritatea populației comunei Anîsiv era vorbitoare de ucraineană (97,12%), existând în minoritate și vorbitori de rusă (2,25%).